# Carl Gustaf Neovius
Carl Gustaf Neovius, född 19 juli 1908 i Kyrkslätt, var en finländsk tidningsman. 
Neovius, som var son till agronom Carl Neovius och Clary-Ann Appelberg, blev student 1927 och studerade vid Helsingfors universitet. Han var volontär vid Nyland och Hufvudstadsbladet, redaktör vid Västra Nyland 1933–1937, vid Wiborgs Nyheter 1937–1939, huvudredaktör vid Västra Nyland 1939–1940, tjänstgjorde vid kustförsvaret 1940, vid Vapenbrodern 1941, propagandainstruktör i Raseborgs skyddskårsdistrikt 1941–1944, instruktör i Åbolands ungdomsförbund 1945, redaktör vid Åbo Underrättelser 1945, redaktionssekreterare vid Hangö 1945–1950, vid Österbottningen 1948–1950, redaktör vid Blekinge Läns Tidning 1956, huvudredaktör vid Östra Nyland 1950–1956 och 1958–1968. Han var redaktionssekreterare och huvudredaktör vid Gamle Hurtig 1941–1943. Han var ordförande i ungdomsföreningen Framåt i Hangö 1946–1947 och senare i museinämnden i Lovisa. Han utgav Lovisa svenska köpmannaförening: 25 år 1945–1970 (1970).